# 2033 (film)
2033 (denumit și 2033: La Ilusion de un Futuro Mejor) este un film mexican științifico-fantastic care a avut premiera pe 24 septembrie 2009 la Fantastisk Film Festival Lund, Suedia. Filmul este regizat de Francisco Laresgoiti, care a debutat cu această producție.
În ce privește titlul, Laresgotiti a spus că inițial am denumit filmul „VCR 2026, (Viva Cristo Rey 2026)”... dar am decis să folosim 2033 deoarece se împlinesc 2000 de ani de la moartea lui Iisus Hristos . Filmul este programat ca parte a unei trilogii, dar cele două continuări nu erau scrise în 2008.

## Povestea
Acțiunea filmului are loc, așa cum reiese din titlu, în anul 2033 într-o lume distopică, în Mexico City care între timp a fost redenumit Villaparaiso (Orașul Paradis). Guvernul totalitar militaro-corporatist a interzis libera exprimare și religia în general. Guvernul menține controlul prin substanțe farmaceutice care sunt introduse în mâncare și băutură, de asemenea combinate cu substanțe toxice. 
Personajul principal este Lozada, un avocat a cărui adevărată identitate este Părintele Michael, conducătorul unei mișcări revoluționare.

## Premiera
- 24 septembrie 2009 - Fantastisk Film Festival, Lund, Suedia (premiera)
- 5 februarie 2010 - Mexic
- 1 mai 2010 - Sci-Fi-London Film Festival

## Distribuție
- Miguel Couturier 	... Stam
- Sandra Echeverría 	... Lucía
- Alonso Echánove 	... Pec
- Luis Ernesto Franco 	... Milo
- Genaro Hernandez 	... Ing. de camaras
- Claudio Lafarga 	... Pablo
- Raúl Méndez 		... Goros
- Marco Antonio Treviño 	... Lozado/ Padre Miguel